# 귀궁
《귀궁》은 2025년 4월 18일부터 2025년 6월 7일까지 방송했던 SBS 금토 드라마였다.

## 기획 의도
영매의 운명을 거부하는 무녀 여리와 여리의 첫 사랑 윤갑의 몸에 갇힌 이무기 강철이가 왕가에 원한을 품은 팔척귀에 맞닥뜨리며 몸과 혼이 단단히 꼬여버리는 육신 쟁탈 판타지 로코

## 제작진

### 제작사
- 아이윌미디어
- 스튜디오 S

### 제작
- 홍성창
- 전용주
- 김홍섭

### 극본
- 윤수정 : KBS 2TV 《KBS 드라마 스페셜 연작 시리즈 - 소녀탐정 박해솔》(집필), KBS 2TV 수목 드라마 《천명》(공동 집필), KBS 2TV 수목 드라마 《왕의 얼굴》(공동 집필), KBS 2TV 월화 드라마 《발칙하게 고고》(공동 집필) 집필

### 연출
- 윤성식 : KBS 1TV 대하 드라마 《대조영》(공동 연출), KBS 2TV 《드라마시티 - 러브헌트, 서른 빼기 셋》(연출), KBS 2TV 월화 드라마 《연애결혼》(프로듀서), KBS 2TV 월화 드라마 《남자 이야기》(공동 연출), KBS 2TV 《KBS 드라마 스페셜 - 여름이야기》(연출), KBS 2TV 《KBS 드라마 스페셜》(연출), KBS 2TV 월화 드라마 《강력반》(프로듀서), KBS 2TV 수목 드라마 《각시탈》(공동 연출), KBS 2TV 주말 드라마 《최고다 이순신》(연출), KBS 2TV 수목 드라마 《왕의 얼굴》(공동 연출), KBS 2TV 월화 드라마 《화랑》(공동 연출), TV조선 토일 드라마 《바벨》(연출), tvN 토일 드라마 《철인왕후》(공동 연출), JTBC 토일 드라마 《클리닝 업》(연출) 연출
- 김지연 : SBS 금토 드라마 《왜 오수재인가》(공동 연출) 연출

## 등장 인물
- (†) 표시는 드라마 상에서 최종적으로 사망한 인물이다.

### 주요 인물
- 육성재 : 윤갑 역 (†) (아역: 정현준) - 서얼 출신의 검서관, 악신 강철이에게 빙의되는 사내
- 김지연 : 여리 역 (아역 : 송지우) - 애체 (안경) 장인이자 영매, 나라굿도 맡아 했다던 만신 넙덕의 하나뿐인 손녀.
- 육성재 : 이무기 강철이 역 - 용이 되지 못한 이무기, 윤갑의 몸에 빙의된 악신.
- 김지훈 : 이정 역 - 강성한 나라를 꿈꾸는 개혁 군주, 문무를 겸비한 지독한 노력파의 천재형 군주.

### 왕실 사람들
- 김상호 : 풍산 역 - 맹인 판수, 맹청의 도상수.
- 손병호 : 김봉인 역 (†) - 영의정, 왕의 외조부.
- 한소은 : 중전 박씨 역 (†) - 왕의 정비, 원자 광의 어머니.
- 박재준 : 이광 역 - 원자, 왕과 중전의 아들. 아비를 닮아 머리가 명석하고 어미를 닮아 마음이 따뜻한 아이. 몇 달 전부터 조부였던 선왕처럼 광증이 덮쳤다.
- 한수연 : 대비 역 - 선왕의 계비, 선왕이 정비가 죽은 후 들인 젊은 계비로, 현재 왕실의 최고 어른.
- 김선빈 : 영인대군 역 (†) - 대비의 아들, 왕의 이복동생. 선왕과 계비였던 대비 사이에 태어난 왕자. 지금의 왕과 달리 성정이 광포하고 오만하여 사건사고를 끊임없이 일으켜 몰래 수습하느라 대비의 피가 나날이 바짝바짝 마르고 있다.
- 김나윤 : 한 상궁 역 - 대비의 궁인, 대비의 한 많은 삶을 곁에서 지켜보며 가슴 아파 한다.
- 최정인 : 오 상궁 역 - 중전의 궁인, 중전이 입궁할 때 데려온 본방나인 출신으로 중전의 충실한 오른팔.

### 궐 내 사람들
- 윤승 : 곽상충 역 (†) - 병조판서, 무반들의 우두머리. 정통 깊은 무반 가문의 후계자로 군사력을 좌지우지하는 막강한 실력자. 왕의 개혁을 반대하는 대표적인 인물이기에, 왕의 움직임에도 예민하게 반응한다.
- 고인범 : 안석주 역 - 예조판서, 곽상충과 함께 왕의 개혁을 반대한다. 눈치 빠른 기회주의자.
- 박주형 : 정사순 역 - 별감, 곽상충의 천거로 궐로 들어왔다, 곽상충에게 충성한다.

### 왕의 수하들
- 김인권 : 김응순 역 - 왕의 내관, 상선. 선왕 때부터 모셔온 충직한 내관. 왕에게 버릇없이 구는 윤갑 (강철이) 때문에 매일 이를 가느라 턱이 빠질 지경이다.
- 김동혁 : 김근후 역 - 왕의 호위무관, 내금위장. 서얼 출신의 왕의 강직한 호위무관. 무예가 뛰어나다.
- 한민 : 서재일 역 - 내금위 군관, 김근후를 도와 왕을 보필한다.
- 김찬오 : 상득 역 - 왕의 내관, 응순과 함께 왕을 보필한다.

### 술사들
- 길해연 : 넙덕 역 (†) - 여리의 할머니, 뛰어난 영매 능력을 가진 만신.
- 이원종 : 가섭 스님 역 - 빙의 영가를 천도하는 불교식 퇴마의례인 구병시식의 대가, 팔척귀와 싸우는 여리를 돕는 고승.
- 우상전 : 노스님 역 - 언뜻 그저 이빨 빠진 치매 노인처럼 보이나 신령한 기운을 지닌 승려, 가섭스님이 스승으로 모신다.
- 조한결 : 이무기 비비(영노) 역 (†) - 강철이의 친족, 양반을 잡아먹는 이무기.

### 그 외 인물
- 차청화 : 영금 역 - 윤갑의 어머니, 본디 마음이 따뜻하고 여린 소녀였으나, 남편이 죽고 어린 아들 하나 잘 키우기 위해 온갖 궂은일 다 하면서 억척스러운 여인이 되었다. 아들이 칼에 찔려 크게 다쳤다 깨어난 후 마치 다른 사람이 된 듯 달라지자 기억소실 때문이라고 여기며 걱정한다.
- 안내상 : 최원우 역 - 전 좌의정, 대비의 5촌 외당숙. 연로해 지금은 낙향했으나 여전히 사람들을 좌지우지하는 막강한 영향력을 가졌다. 왕은 파격적인 개혁 정치를 위해 그를 자신의 편으로 만들고자 애를 쓰며, 이러한 움직임을 조정의 대신들 또한 예의주시 하고 있다. 하지만 그에게 가장 중요한 건 언제나 자신의 가문과 안위다. 인선의 아버지.
- 신슬기 : 최인선 역 - 최원우의 딸, 금지옥엽 외동딸로 귀염받으며 자라 다소 오만하나 천성이 맑고 솔직하다. 병을 앓으며 죽어가던 것을, 여리가 외다리 귀신을 쫓아내며 살려냈으나 자신을 살린 이가 여리가 아닌 왕의 검서관 윤갑으로 오해해 윤갑을 마음에 담고 적극 그에게 다가선다.
- 기은수 : 막금 역 - 인선의 몸종
- 한승빈 : 세원 역 - 풍산의 몸종, 풍산의 오른팔이자 행동대장이다.
- 백재진 : 방직 역 - 상의원의 장인

### 귀신
- 서도영 : 팔척귀(천금휘) 역 - 8척 크기의 악귀, 왕가에 대한 깊은 원한을 가진 무시무시한 원귀다.
- 송수이 : 수살귀(옥임) 역 - 중궁전 후원 우물에서 사는 섬뜩한 모습의 물귀신, 영인대군에게 겁탈을 당해 우물에 투신한 중궁전 생각시.
- 이태검 : 외다리귀(장언수) 역 - 외다리 귀신으로 늘 삿갓을 쓰고 도롱이를 입고 있다, 그가 머무는 집에는 병자가 생긴다.
- 박다온 : 야광귀 역 - 어린 아이의 신발을 훔쳐 신발 주인의 운을 훔쳐가는 어린 아이 모습의 귀신. 자신이 수를 잘 센다고 자신하지만 사실은 숫자를 4까지 밖에 세지 못한다.
- 김준원 : 막돌 역 - 더러운 강가에 살던 수살귀

### 기타 인물
- 미상 : 막돌의 딸 역
- 송재희 : 선왕 역
- 미상 : 화덕차사 역
- 미상 : 김봉인의 호위무사 역
- 송영규 : 최길상 역ㅡ최명길
- 이규한 : 연종대왕 역ㅡ인조

### 특별 출연
- 김영광 : 이무기 강철이 역 - 용이 되지 못한 이무기, 윤갑의 몸에 빙의된 악신.
- 김기리 : 내시 역
- 윤인조 : 인선의 어머니 역

## 시청률
최저 시청률과 최고 시청률은 시청률 조사회사와 지역별로 시청률에 차이가 있을 수 있습니다.
| 2025년 | 2025년   | 2025년                         | 2025년         | 2025년       |
| 회차   | 방송일   | 부제 (서브 타이틀)             | 닐슨 시청률    | 닐슨 시청률  |
| 회차   | 방송일   | 부제 (서브 타이틀)             | 대한민국(전국) | 수도권(서울) |
| ------ | -------- | ------------------------------ | -------------- | ------------ |
| 제1회  | 4월 18일 | 재주 있는 처녀                 | 9.2%           | 9.2%         |
| 제2회  | 4월 19일 | 강철이 간 데는 가을도 봄이라   | 8.3%           | 8.4%         |
| 제3회  | 4월 25일 | 팔척귀                         | 9.3%           | 9.0%         |
| 제4회  | 4월 26일 | 야광주                         | 9.2%           | 8.8%         |
| 제5회  | 5월 2일  | 팔척귀를 돕는 자가 있다        | 8.8%           | 8.2%         |
| 제6회  | 5월 3일  | 베개 속의 두개골               | 8.8%           | 8.3%         |
| 제7회  | 5월 9일  | 살(煞)                         | 9.8%           | 9.6%         |
| 제8회  | 5월 10일 | 아구지                         | 9.5%           | 9.1%         |
| 제9회  | 5월 16일 | 13년 전                        | 10.7%          | 10.0%        |
| 제10회 | 5월 17일 | 악귀는 없다                    | 9.8%           | 9.3%         |
| 제11회 | 5월 23일 | 비비                           | 8.7%           | 8.1%         |
| 제12회 | 5월 24일 | 광암문집                       | 9.7%           | 9.1%         |
| 제13회 | 5월 30일 | 귀혼(歸魂)                     | 9.8%           | 9.3%         |
| 제14회 | 5월 31일 | 경귀석                         | 9.5%           | 9.1%         |
| 제15회 | 6월 6일  | 빙의                           | 9.4%           | 9.0%         |
| 제16회 | 6월 7일  | 이무기가 날아간 곳은? (최종회) | 11.0%          | 10.1%        |

## 참고 사항
- 육성재, 김영광은 tvN 금토 드라마 《아홉수 소년》 이후 11년 만에 다시 만나 캐스팅 됐다.
- 한수연, 신슬기는 KBS 2TV 주말 드라마 《독수리 5형제를 부탁해!》에 이어서 두 번째로 같이 캐스팅 됐다.
- 손병호, 안내상은 영화 《오아시스》 이후 23년 만에 다시 만나 캐스팅 됐다.
- 김인권, 안내상은 영화 《숙명》 이후 17년 만에 다시 만나 캐스팅 됐다.
- 윤수정 작가, 윤성식 PD는 KBS 2TV 수목 드라마 《왕의 얼굴》 이후 11년 만에 다시 만나 프로그램을 만들었다.
- SBS가 야심차게 준비한 본 드라마는 역사 왜곡 시비 문제로 큰 홍역을 치렀던 SBS 월화 드라마 《조선구마사》 폐지 사태 이후 그 동안 꽁꽁 묶여왔던 판타지 사극물의 재건을 도모하기 위해서 200여 억 원의 막대한 제작비, 투자·개발비(세트장 건립 비용, 전통 의상 제작비 등)까지 만만치 않게 들어간 블록버스터급 판타지 로코 사극물로 해외 판권 수출 계약을 염두에 두고 본방송 시점을 2025년 4월 18일로 최종 확정했다.
- 사전 제작 방식으로 기획한 본 드라마가 당초 SBS 측에서 월화 드라마로 편성 여부를 검토했지만 시청률 급락 등 방송사 내부 사정상 금토 드라마로 변경했다. SBS에 경영 위기가 닥치기 전에 《보물섬》 후속 프로그램으로 기획한 본 드라마는 2025년 2분기로 본방송 시점이 미뤄졌다.
- 넷플릭스와 독점 계약으로 아시아, 태평양, 유럽, 아메리카 등 전 세계 50여 개국에서 동시 공개한 바 있다.
- 본 드라마의 제목으로 사용된 '귀궁'이란‘귀신이 들린 궁궐’이라는 몽환적인 배경으로 전통적인 한국 문화와 오컬트 요소가 결합해 판타지물 특유의 독창적인 세계관을 함축적으로 담아낸 뜻에서 비롯된 말이다.
- 극 중에서 방송된 가상의 생물 중에 승천하지 못하고 떨어진 이무기를 강철이라 부르는데 이는 경북 청도, 경남 밀양의 강철이 설화의 영감을 얻은 것으로 설정했다. 다만, 강철이를 악신 취급하는 것, 강철이가 사람에게 깃들어 기도를 올리면 다시 승천할 수 있다는 '전설'은 드라마 속 극적 요소만을 골라서 허구적인 상상력을 가미한 픽션이다. 한국의 이무기 설화에서 이무기·강철이·이시미를 신적 존재로 취급하긴 하지만, 신으로 인식하진 않아서 강철이는 가뭄과 관련된 재앙을 일으키는 이무기나 이무기가 영락한 것으로 간주한다. 아울러, 이시미는 이무기를 일컫는 말로 알려졌지만, 설화 속에 등장하는 이시미는 이무기나 강철이보다는 격이 떨어지는 형태로 묘사되는 일이 잦고 대부분의 설화에서 재앙을 일으키거나 사람을 해쳐 사냥 당하는 존재로 등장한다.
- 내시에게 익선관과 흉배 없는 녹색 단령을 입히는 한국 사극의 병폐이자 예산 낭비를 반복하고 있다. 내시도 품계를 받은 정식 관료였기에 현실 세계의 내시들은 모두 사모를 쓰고 흉배가 있는 단령을 입었다. 내시가 익선관을 쓰고 흉배 없는 녹색 단령을 입는 행태는 흑백 TV 방송을 하던 시절에 제작한 사극에서 복장의 형태로 인물의 직책을 구분 짓기 위해 내시만 특별히 사모의 뿔을 자르고 흉배 없는 단령을 입히던 관습이 이어진 것이다.

## 같이 보기
- 대한민국의 텔레비전 드라마 목록 (ㄱ)
- 2025년 대한민국의 텔레비전 드라마 목록